# Сборная Чехии по регбилиг
Сборная Чехии по регбилиг — команда, представляющая Чехию на международных соревнованиях по регбилиг. Контролируется Чешской ассоциацией регбилиг. Существует с 2006 года, выступает в турнирах Европейской федерации регбилиг.

## История
Регбилиг в Чехии появился в 2006 году благодаря стараниям игрока сборной Чехии Милана Мртынека и англичанина Йена Селлерса. В феврале 2006 года прошли первые тренировки в баскетбольном зале в связи с плохими погодными условиями, а в том же году сборная Чехии сыграла первые четыре тест-матча, которые ожидаемо проиграла из-за неопытности игроков. Первые два неофициальных матча были проведены против студенческой сборной Великобритании, известной как «Пионеры» (англ. Pioneers): 9 июля в Праге чехи проиграли 8:29, 16 июля в Оломоуце — 22:34. В августе сборная Чехии сыграла в Роттердаме против Нидерландов, выступавшей как «Нидерланды Тасман» (англ. The Netherlands Tasman), и проиграла 28:34. В том же году прошёл первый розыгрыш Славянского кубка, и в Праге чехи проиграли сборной Сербии 28:36.
В 2007 году чехи дебютировали в розыгрыше Европейского щита чемпионата Европы матчами против Германии в Праге и против Сербии в Белграде. В игре 4 августа немцы победили чехов 44:22, хотя в первом тайме чехи навязывали в какой-то момент свою игру, уступая всего 6 очков — опыт немцев во втором тайме сыграл решающую роль. 18 августа сербы выиграли со счётом 56:16 в рамках Славянского кубка — также сказался опыт выступления сербской команды в отборе на чемпионат мира. Таким образом, чешская сборная, которая иногда хорошо играла в нападении, не справилась со своими противниками, хотя подготовка нового поколения игроков продолжалась. В том же году чешская сборная сыграла три товарищеских матча против нескольких клубов: 27 апреля против английского клуба «Шоукросс Шаркс» (поражение 18:64), 5 мая против ещё одной английской команды «Криглстоун Олл Блэкс» (поражение 10:22) и 23 мая против сборной полиции Великобритании (поражение 10:68).
В 2008 году сборная Чехии снова сыграла в Европейском щите против команд Италии и Германии, а также выставила свои команды на чемпионаты среди юношей до 16 и до 18 лет. Сборная Чехии рассчитывала убить двух зайцев: одержать первую официальную победу и взять реванш у сборной Германии, ставшей принципиальным противником. Однако оба матча чехи проиграли: 12 июля в Праге уступили Италии 18:38, 2 августа проиграли немцам в Карлсруэ со счётом 20:62. В 2009 году Чешская ассоциация регбилиг собрала команду из 20 человек для большого европейского турне: в Барселоне состоялся товарищеский матч на Олимпийском стадионе против сборной Каталонии перед игрой 17-го тура Суперлиги между французским клубом «Каталанс Дрэгонс» и английским «Уоррингтон Вулвз», причём на матч чехов и каталонцев пришли 18150 человек. Следующая игра прошла в рамках Европейского щита в Оломоуце 4 июля, и при поддержке родных трибун чехи одержали историческую первую победу над Германией со счётом 30:4. В следующей игре Италия праздновала успех 11 июля в Падуе со счётом 38:8, но это не помешало чехам занять второе место в турнире.
В 2010 году в зоне «Запад» Европейского щита Чехия в Праге проиграла сербам 4:56. В июле того же года тренером сборной был назначен Эндрю Малхолл, о чём сообщили перед товарищеской игрой против Каталонии (поражение 16:66). В последней игре, 17 июля, в Хохшпайере немцы разгромили Чехию 96:0. В 2011 году Чехия вошла в Европейскую федерацию регбилиг после изменения структуры руководства. 23 июля в розыгрыше Чаши чемпионата Европы по регбилиг сборная Чехии сыграла против Венгрии в Будапеште и победила 38:16. Через год Чехия снова выиграла у венгров Чашу, а с 2013 года стала участвовать в дивизионе C чемпионата Европы по регбилиг, но не смогла ни разу занять первое место в дивизионе и тем самым в определённые годы пройти в следующий раунд отборов на чемпионат мира.

## Состав
Заявка сборной Чехии на игру 16 июня 2018 года против сборной Норвегии в рамках отбора на чемпионат мира 2021 года.
| Позиция    | Игроки             | Клуб                    |
| ---------- | ------------------ | ----------------------- |
| Фулбэк     | Патрик Колиска     | Хрудим Рэббитоз         |
| Винг       | Олдржих Хрболка    | Хрудим Рэббитоз         |
| Центр      | Филип Шпачек       | Славия (Градец-Кралове) |
| Центр      | Даниэль Киттль     | Крупка Дрэгонс          |
| Винг       | Ян Мудрох          | Славия (Градец-Кралове) |
| Файв-эйт   | Ладислав Цинтлер   | Славия (Градец-Кралове) |
| Хавбек     | Томаш Ржичица      | Хрудим Рэббитоз         |
| Проп       | Томаш Адамец       | Славия (Градец-Кралове) |
| Хукер      | Петр Шедина        | Микулов Рустерз         |
| Проп       | Паейл Мейстржик    | Локомотива (Бероун)     |
| Второй ряд | Ян Хайнингер       | Славия (Градец-Кралове) |
| Второй ряд | Рихард Гах         | Славия (Градец-Кралове) |
| Лок        | Ондржей Прайнингер | Хрудим Рэббитоз         |
| -          | Доминик Махек      | Мэд Скуиррелз Врхлаби   |
| -          | Лукаш Кристоф      | Локомотива (Бероун)     |
| -          | Адам Петржела      | Микулов Рустерз         |
| -          | Алеш Поур          | Мэд Скуиррелз Врхлаби   |
| -          | Павел Микеска      | Ходонин Блэк Энджелс    |
| -          | Роман Павелек      | Микулов Рустерз         |